# Callobius deces
Callobius deces är en spindelart som först beskrevs av Chamberlin och Ivie 1947.  Callobius deces ingår i släktet Callobius och familjen mörkerspindlar. Inga underarter finns listade.